# Maja Marcen Pavlin
Maja Marcen Pavlin (14 de abril de 1982) es una deportista eslovena, nacionalizada colombiana, que compitió en tiro con arco, en la modalidad de arco compuesto. Ganó una medalla de bronce en el Campeonato Europeo de Tiro con Arco al Aire Libre de 2010, en la prueba equipo mixto.

## Palmarés internacional
| Representando a Eslovenia        |                   |                   |              |
| Campeonato Europeo al Aire Libre |                   |                   |              |
| Año                              | Lugar             | Medalla           | Prueba       |
| 2010                             | Rovereto (Italia) | Medalla de bronce | Equipo mixto |